# Гравити (Ајова)
Гравити (енгл. Gravity) град је у америчкој савезној држави Ајова. По попису становништва из 2010. у њему је живело 188 становника.

## Демографија
Према попису становништва из 2010. у граду је живело 188 становника, што је -30 (-13.8%) становника више него 2000. године.
| Група             | 2000.       | 2010.       |
| Белци             | 211 (96,8%) | 186 (98,9%) |
| Афроамериканци    | 0 (0,0%)    | 0 (0,0%)    |
| Азијати           | 0 (0,0%)    | 0 (0,0%)    |
| Хиспаноамериканци | 7 (3,2%)    | 2 (1,1%)    |
| Укупно            | 218         | 188         |